# Личук Юстин Тодорович
Юстин Тодорович Личук (27 жовтня 1901, село Стецева Снятинського повіту, Австро-Угорщина, тепер Снятинського району Івано-Франківської області — 27 березня 1986, село Стецева Снятинського району Івано-Франківської області) — український радянський діяч, новатор сільськогосподарського виробництва, голова колгоспу «Перше травня» Снятинського району Івано-Франківської області. Двічі Герой Соціалістичної Праці (31.12.1961, 22.12.1977). Депутат Верховної Ради СРСР 3—10-го скликань.

## Біографія
Народився у багатодітній (восьмеро дітей) селянській родині. Батько, Тодор (Теодор) Личук, у пошуках кращої долі їздив на заробітки до Канади та Аргентини, але повернувся додому.
Закінчив два класи сільської школи. З 1918 року працював у сільському господарстві. У 1928 році у пошуках заробітків виїхав до Канади. Впродовж 4,5 років працював у різних районах Канади найманим робітником у фермерських господарствах, а також на копальнях і будівництві фірми «Інтернешенелл Нікель Компані». За участь в мітингах був заарештований, перебував у в'язниці, і у 1932 році був депортований до Польщі. Працював в домашньому господарстві у селі Стецевій Снятинського повіту.
Після захоплення Західної України СРСР у вересні 1939 року був призначений членом тимчасового революційного комітету Снятинського повіту. Працював культпрацівником у промисловій артілі, головою сільського споживчого товариства. 14 березня 1940 року вступив до створеної у Снятинському районі сільськогосподарської артіль «17 вересня», яка потім була представлена на Всесоюзній сільськогосподарській виставці СРСР.
На початку німецько-радянської війни був евакуйований у східні райони СРСР. У 1941—1942 роках працював комбайнером вівчарського радгоспу та машинно-тракторної станції Орджонікідзевського (Ставропольського) краю на Кавказі. У 1942—1945 роках був слюсарем будівельно-монтажної частини в місті Барнаулі Алтайського краю РРФСР.
У вересні 1945 року повернувся в Снятинський район Станіславської області і очолив створений у селі Стецевій колгосп, що отримав назву «Перше травня».
У 1945—1981 роках — голова колгоспу «Перше травня» села Стецева Снятинського району Станіславської (Івано-Франківської) області. Член ВКП(б) з 1950 року.
20 серпня 1950 року було проведено укрупнення колгоспів — до колгоспу «Перше травня» приєднали ще один колгосп сусіднього села. Колгосп поступово став одним з кращих в області, колгоспом-мільйонером.
Указом Президії Верховної Ради СРСР від 31 грудня 1961 року за досягнуті успіхи у справі отримання високих і стійких урожаїв зернових і технічних культур, виробництва продуктів тваринництва і уміле керівництво колгоспним виробництвом Личуку Юстину Тодоровичу присвоєно звання Героя Соціалістичної Праці з врученням ордена Леніна і золотої медалі «Серп і молот».
У 1966 році колгосп виростив 30000 центнерів зерна, 70000 центнерів цукрового буряка, 33000 центнерів молока, 3707 центнерів м'яса, а також картоплю, мед, овочі, насіння овочевих культур. У тваринництві було надоєно 3400 кілограм молока від корови, на 100 гектарів угідь вирощено 702 центнери молока і 76 центнерів м'яса. У колгоспі до 1966 року був 31 трактор (з них 18 гусеничних), 13 різних комбайнів, 23 вантажівки. У 1967 році колгосп був нагороджений орденом Леніна.
Прибуток колгоспу склав у середньому за рік в дев'ятій п'ятирічці 2 408 000 рублів, у 1976 році — 2 907 000 рублів, у 1977 році — 3 111 000 рублів.
Указом Президії Верховної Ради СРСР від 22 грудня 1977 року за особливо видатні успіхи, досягнуті у Всесоюзному соціалістичному змаганні, проявлену трудову доблесть у виконанні планів і соціалістичних зобов'язань із збільшення виробництва і продажу державі зерна та інших продуктів землеробства у 1977 році Личуку Юстину Тодоровичу присвоєно звання Героя Соціалістичної Праці з врученням ордена Леніна і другої золотої медалі «Серп і молот».
Обирався депутатом Верховної Ради СРСР 3—10-го скликань (у 1950—1984 роках), депутатом Снятинської районної і Стецевської сільської рад, членом партійного комітету колгоспу, членом Івано-Франківського обласного комітету КПУ. 
З 1981 року — персональний пенсіонер союзного значення у селі Стецевій Снятинського району Івано-Франківської області. Похований на цвинтарі села Стецевої.

## Пам'ять
У селі Стецевій Снятинського району Івано-Франківської області, біля сільради, був встановлений бронзовий бюст Личука. Під час декомунізації бюст демонтували.

## Нагороди та звання
- двічі Герой Соціалістичної Праці (31.12.1961, 22.12.1977)
- чотири орденів Леніна (26.02.1958; 31.12.1961; 23.06.1966; 22.12.1977)
- орден Жовтневої Революції (8.03.1971)
- орден Трудового Червоного Прапора (23.01.1948)
- медалі